# 塞弗蒂山口
塞弗蒂山口（英語：Safety Col）是南極洲的山口，位於葛拉漢地西岸，處於紅岩嶺和布萊克沃爾山脈之間，海拔高度185米，在1936年由英國探險隊測量，現時由南極條約體系管理。